# 近畿労働金庫
近畿労働金庫（きんきろうどうきんこ、略称：近畿ろうきん（きんきろうきん）、英語：Kinki Labour Bank）は、大阪府大阪市西区に本店を置く労働金庫である。キャッチコピーは、「はたらくあなたヘ笑顔を届けに」を制定している。

## 概要
大阪府(18店舗)のほかに京都府(8店舗)、兵庫県(12店舗)、奈良県(4店舗)、滋賀県(6店舗)、和歌山県(8店舗)の2府4県に支店または店舗をもち営業エリアとしている。(大阪府の店舗数には、インターネット近畿支店を含む。)

## 他行入出金手数料の実質無料
2006年2月には、同金庫の普通・貯蓄預金口座の他行入出金利用手数料を残高・回数にかかわらず全額翌月末にキャッシュバックするサービスを開始した。出金はMICS加盟金融機関・郵便局・コンビニ（セブン銀行・E-net・@BANK とも）で、入金は「入金ネット（赤地に白字）」ステッカー貼付の第二地銀・信用金庫・信用組合・郵便局、およびセブン銀行において、それぞれ可能である。なお、その後手数料キャッシュバックは引き落としと同時に行われるようになり、現在に至る。

## 沿革
- 1998年（平成10年）：初の地域統合（大阪労金・関西労金・京都労金・兵庫労金・奈良県労金・滋賀県労金・和歌山県労金の7労金）により「近畿労働金庫」設立。存続労金は大阪労働金庫。
- 2008年（平成20年）：「ろうきん肥後橋ビル」を竣工し、本店を現在地に移転する。

## 建物
本店は「ろうきん肥後橋ビル」。設計は日建設計。施工は錢高組。2008年9月竣工。ファサードは四ツ橋筋に面したガラスのダブルスキンで構成されている。南北妻面は網状耐震要素とダブルスキンを組み合わせている。第30回大阪都市景観建築賞奨励賞を受賞。